# Tomasz Nodzyński
Tomasz Nodzyński (ur. 1960 r.) – polski historyk, specjalizujący się w historii Polski i powszechnej XIX wieku; nauczyciel akademicki związany z Uniwersytetem Zielonogórskim.

## Życiorys
Urodził się w 1960 roku, jego ojciec Wiesław Nodzyński (1930-2006) był długoletnim sekretarzem redakcji dwutygodnika „Nadodrza”. Podjął studia historyczne na zielonogórskiej Wyższej Szkole Pedagogicznej im. Tadeusza Kotarbińskiego, uzyskując tytuł zawodowy magistra w 1985 roku. W 1989 roku rozpoczął studia doktoranckie, które uwieńczył w 1993 roku zdobywając stopień naukowy doktora nauk humanistycznych w zakresie historii na podstawie pracy pt. "Strażnica Zachodnia" 1922-1950. Źródło do dziejów myśli zachodniej w Polsce, napisanej pod kierunkiem prof. Joachima Benyskiewicza.
Następnie został zatrudniony jako adiunkt w Zakładzie Historii XIX-XX wieku w Instytucie Historii WSP. W 2004 roku Rada Wydziału Humanistycznego Uniwersytetu Zielonogórskiego (uczelnia powstała w 2001 roku po połączeniu WSP z Politechniką Zielonogórską) nadała mu stopień naukowy doktora habilitowanego nauk humanistycznych w zakresie historii o specjalności historia polski i powszechna XIX i XX wieku na podstawie rozprawy pt. Naród i jego przyszłość w poglądach Polaków w Wielkim Księstwie Poznańskim w latach 1815-1850. Niedługo potem otrzymał stanowisko profesora nadzwyczajnego. Obecnie jest kierownikiem Zakładu Historii XIX-XX wieku na zielonogórskim uniwersytecie. Jest członkiem i prezesem zielonogórskiego oddziału Polskiego Towarzystwa Historycznego.

## Dorobek naukowy
Zainteresowania naukowe Tomasza Nodzyńskiego koncentrują się wokół problematyki związanej z szeroką pojętą historią XIX i XX wieku, ze szczególnym uwzględnieniem polskiej myśli politycznej tego okresu, historii miast oraz dziejów zaboru pruskiego, Wielkopolski i Dolnego Śląska. Do jej najważniejszych prac należą:
- Nowa Sól. Dzieje miasta, Zielona Góra 1993, współautor: Grażyna Wylder.
- "Strażnica Zachodnia" 1922-1939. Źródło do dziejów myśli zachodniej w Polsce, Zielona Góra 1997.
- Naród i jego przyszłość w poglądach Polaków w Wielkim Księstwie Poznańskim 1815-1850, Zielona Góra 2004.
- Polacy, Niemcy, Pogranicze. Studia historyczne, Zielona Góra 2006.
- Dylematy polityczne Polaków w XIX i XX wieku,Warszawa 2007; praca zbiorowa.
- Między historią, literaturą a polityką, Częstochowa 2009.
- Wokół roku 1918 w Europie Środkowej, Zielona Góra 2010.